# Koševac
Koševac je drugi po redu vrh Bilogore po visini i prvi vrh te gore u Bjelovarsko-bilogorskoj županiji. Nalazi se u krajnjem sjevernom području županije. Vrh je dio glavnoga gorskog trupa u istočnome krilu gorja, čije zapadno Bilo seže od Koprivnice do Hotova potoka kod Virja. To bilo nosi i naziv Rijeka prema istoimenoj šumi koja ga okružuje. Obližnji najviši vrh Bilogore – Rajčevica – dugo se vremena nazivao istim nazivom kao i prethodno navedeno bilo i prethodno navedena šuma. Po nekim premjerima vrh je 302 metara nadmorske visine, iako u novijim zemljopisnim kartama prevladava podatak o 296 m. Taj sekundarni vrh Bilogore udaljen je od najvišega oko 3,3 kilometra. Planinarska kuća Anin vrh udaljena je 1,58 kilometara istočno.